# Kortxàkovo
Kortxàkovo (en rus: Корчаково) és un poble de la República de Marí El, a Rússia, que en el cens del 2010 tenia 70 habitants. Pertany al districte rural de Kozmodemiansk.